# آنتونیو پتکوویچ
آنتونیو پتکوویچ (انگلیسی: Antonio Petković؛ زادهٔ ۱۱ ژانویهٔ ۱۹۸۶) ورزشکار واترپلو اهل کرواسی است.
وی در مسابقات کشوری و بین‌المللی در مجموع برندهٔ ۲ مدال نقره شده‌است.